# Fekete tükör
A Fekete tükör (eredeti cím: Black Mirror) brit antológia-sorozat, melynek alkotója Charlie Brooker.  Különálló epizódjai az információs társadalom és a technológiai fejlődés veszélyeit mutatják be egy-egy disztópikus történetben. Minden rész eltérő szereplőgárdával rendelkezik, sőt, eltérő valóságokban játszódnak. Brooker szerint azonban "az összes epizód a mai életünket mutatja be és azt az életet, amit 10 percen belül élhetünk, ha ügyetlenek vagyunk. A sorozatot a 21. század Alkonyzónájának tartják.
A sorozat a brit Channel 4 csatornán debütált 2011-ben. Harmadik évada a Netflix megbízásából készült és 2016. október 21-én lett világszerte elérhető az interneten. Magyarországon a sorozat első két évadát az HBO mutatta be, a többi évad szinkronosan elérhető a Netflixen. Két különkiadása készült: a "Fehér karácsony" még tévés bemutatóval, a "Bandersnatch" pedig a Netflixen.
A sorozatot a közönség és a kritika is jól fogadta, sokan a 2010-es évek legjobb sorozatának tartják, amely, akárcsak az "Amerikai Horror Story" és "A kilences szám alatt", újra visszahozta a köztudatba az antológiákat. A "San Junipero", a "USS Callister" és a "Bandersnatch" Emmy-díjjal jutalmazott epizódok.

## Cselekmény
Mivel a Fekete tükör egy antológiasorozat, ezért minden epizódja önálló cselekménnyel bír, a megtekintésük sorrendje tetszőleges lehet. A cselekmény a sci-fit ötvözi a spekulatív fikcióval, szinte minden epizód a disztopikus közeljövőben játszódik, amikor egy új, az epizód bemutatásakor futurisztikus technológia kerül be az emberek mindennapjaiba. Visszatérő motívumok az adataink megszerzése, a megfigyelés, a virtuális valóságok, az individualizmus, és a fogyasztói társadalom kritikája. A legtöbb epizód történetében mindig van egy csavar is.
Nincs egységes műfaja a részeknek. Egyes epizódok a skandináv krimik stílusában készültek ("A nemzet ellensége", "Krokodil"), de vannak horror- és pszichológiai horror-epizódok ("Fekete múzeum", "A játékteszt"), és politikai szatíra ("A nemzeti himnusz") is. Vannak epizódok, amelyek könnyedebbek, mint a romantikus "San Junipero" vagy  a "Striking Vipers", van romantikus komédia ("Akasszuk fel a DJ-t"), és űropera is ("USS Callister"). Emellett dráma ("Tizenötmillió jutalom"), pszichotriller, posztapokaliptikus fikció ("Fémfej") és háborús film ("A csótányirtók") is van köztük. A "Bandersnatch" némiképp kilóg a sorból, ugyanis az nem egy szigorú értelemben vett film, tekintettel arra, hogy a néző maga alakíthatja a cselekményt.
A sorozat általában negatív véleménnyel van a technikai fejlődés folyamatos hajszolásáról, ezért a legtöbb résznek negatív a befejezése. Általában azok a részek érnek véget jól, amelyekben a karakterek képesek felmérni azt, hogy a technológia mivel is jár számukra. Az első két, még tévés évaddal kapcsolatosan gyakran megfogalmazott vélemény, hogy megvalósításában "jellegzetesen brit", és csak a Netflixre felkerült részekben lett színesebb, pozitívabb a történet. A hatodik évad néhány része kilóg a sorból, ugyanis ezek horror és természetfeletti elemeket tartalmaznak inkább, mint technológiaiakat.

### Kapcsolat az epizódok között
A későbbi részekben kezdett általánossá válni, hogy elhelyeznek különféle easter egg-eket, amelyek visszautalnak a korábbi részekre. Ilyen lett a fiktív UKN hírcsatorna vagy a Fence's Pizza étteremlánc. A figyelmes szemlélő a híradós bejátszásokban vagy a közösségi médiás felületeket átfutva is találhat utalásokat. A "Fekete múzeum" című rész ebben a rekorder, az ugyanis gyakorlatilag az összes korábbi részre tesz valamilyen utalást. Az 1964-es "Anyone Who Knows What Love Is (Will Understand)" című dal több részben is elhangzik, a "Fehér medve" című részben látható, fordított Y-ra emlékeztető szimbólum pedig többször is felbukkan.
Színészek ritkán játszanak több mint egy epizódban, és olyankor is javarászt különböző szerepekben láthatók. Aaron Paul-nak, aki a "Túl a tengeren" főszereplője, a "USS Callister" végén volt egy apró szerepe, Hannah John-Kamen Selmát játszotta a "Tizenötmillió jutalom"-ban és az újságíró Sonját "A játékteszt"-ben. Michaela Coel repülőtéri dolgozó volt a "Szabadesés"-ben és Shania a "USS Callister"-ben. Monica Dolan rendőr volt a "Smithereen"-ben, a "Loch Henry"-ben a főszereplő anyja. Daniel Lapaine Maxet játszotta "A teljes történeted"-ben és egy orvost a "Fekete múzeum"-ban. Anjana Vasan és Paapa Essiedu a "79-es démon"-ból cameo-szerepben láthatóan a "USS Callister: Into Infinity" című epizódban. Olyan, hogy egy karakter két epizódban is szerepeljen, mely ugyanazon valóságban játszódik, mindössze a "Bandersnatch" és a "Játékszer", valamint a "USS Callister" és a "USS Callister: Into Infinity" című részekben látható.
A hatodik évadtól kezdődően megjelenik a Streamberry is, mint streamingszolgáltató (a Netflix egyfajta paródiája), amely több részben is felbukkan.

## Készítése
A sorozatot megalkotó Charlie Brooker korábban komikus forgatókönyveket írt, emellett játékújságíró volt a PC Zone-nál az 1990-es évek végén, sorozatkritikákat írt a The Guardian-nek, a 2000-es években pedig különféle tévés munkái is voltak. 2008-ban készült el a "Hulla-ház" című, élőhalottakat is szerepeltető drámasorozata, és miközben belekezdett a "Newswipe" nevű műsorba, elhatározta, hogy antológiasorozatot fog készíteni. Fő inspirációja volt az 1960-as évek elején készített klasszikus "Alkonyzóna", az 1980-as évek elejétől vetített "Meghökkentő mesék" és a "Hammer House of Horror". A sorozat címét az Arcade Fire nevű együttes azonos című száma inspirálta, amely egy kikapcsolt elektronikus eszköz üres képernyőjére utal.
Brooker megfigyelte, hogy az Alkonyzóna történeteiben Rod Serling kortárs problémákat dolgozott fel, amelyek némelyike, például a rasszizmus, nagy vitákat generált, és éppen azért, hogy átjusson a korabeli cenzúrán, ezeket a kérdéseket valamilyen fiktív világban mutatta be. Úgy gondolta, hogy ez ma is aktuális lenne, különösen abból az aspektusból nézve, hogy a technológia miként változtatja meg az életünket. Fontos volt, hogy a sorozat maradjon antológia, tehát minden egyes részben új színészek játszanak más és más környezetben. Eleinte felmerült az, hogy legyen valamilyen összekötő kapocs a részek között vagy akár egy narrátor, de erről végül letettek.
A legtöbb epizód forgatókönyvét Brooker írja. Rengeteg ötlet származott onnan, hogy a sorozat producerével, Annabel Jones-szal beszélgetett, és kidolgozott egy "mi lenne, ha" felütésű történetet, melybe valamilyen új technológia következményeit építette be. A forgatókönyvekben általában egy olyan elem van, amely hitetlenséget válthat ki a nézőben, a karakterek játéka és a történet azonban annyira hitelesek, hogy a mégoly szokatlan felütést is elfogadtatja.
Az első két évad során Brooker kevesebbet gondolkodott előre és többet írt, aminek következtében bizonyos történeteket újra meg újra át kellett írnia (ilyen volt a "Fehér medve" című epizód). Gondolt arra is, hogy az epizódokat bizonyos pontokon reklámok szakítják majd meg a tévében, ezért ezek előtt általában a legizgalmasabb résznél szakadt félbe a cselekmény. A harmadik évadtól kezdődően az epizódok kaptak egy keretet, hogy honnan indulnak el és hová tartanak, és a kettő közötti részt töltötte ki. Az első rész, amely a Netflix számára készült, a "San Junipero" volt, és ez fontos fordulópont volt a sorozat történetében, mert a korábbi, gyakorlatilag csak komor felütésű részek után ez könnyedebb hangvételű volt.

### Története
A sorozatot a Channel 4 számára úgy adták el, hogy nyolc, egyenként fél órás epizód fog készülni 2010-től. A technológia ekkor még kevésbé volt fókuszban, a világ volt sokkal részletesebben kidolgozva, és Brooker szerint erre viszont nem lett volna elég a rövid műsoridő. Ezért megváltoztatták a terveket, és három, egyenként egy órás hosszúságú epizódot terveztek. Az első forgatókönyvből készült a "Tizenötmillió jutalom" című rész, a második az "Inbound" címre hallgatott, de azt nem forgatták le - bizonyos elemei "A csótányirtók" című részben köszöntek vissza. Ezután következett "A nemzeti himnusz", majd "A teljes történeted". A sorozatot Brooker cége, a Zeppotron készítette az Endemol számára. Kezdetben szándékosan kerülték a komikus szerepekkel elhíresült színészek szerepeltetését, hiszen Brooker korábban is ilyen műfajban alkotott, és el akart távolodni ettől.
Az első évad sok pénzébe került a Channel 4-nak, főleg mert egy antológiasorozat esetében nehezebb előre tervezni a költségekkel, de berendelték a második évadot. Hasonlóképpen az elsőhöz, ebben is három témát jártak körül: az eltorzult politikai szatírát, egy disztopikus poklot, és a technológia által tönkretett párkapcsolatot. Az első évad összes főszereplője férfi volt, ezért a második évad három része közül kettőben is nő lett.
A csatorna berendelt volna egy harmadik évadot is, de csak azzal a feltétellel, ha a magas költségek miatt részletes forgatókönyvet kapnak az egyes epizódokból. Ők elő is álltak három történettel: az "Angel in the Morning" sztorijából lett később a "Fehér karácsony", az "Inbound" egy újabb változatával, valamint a "Krokodil" egy korai változatával. Végül azt mondták nekik, hogy ezek közül egyik sem illene igazán a sorozathoz, de javasolták, hogy készüljön inkább egy különkiadás. A dolgok ekkor ennyiben maradtak. Időközben Brookerék egy másik cége, a House of Tomorrow más projekteken is elkezdett dolgozni. A Channel 4 részéről egy idő után jött egy megkeresés, hogy megvan a szükséges költségvetés egy óra hosszúságú különkiadáshoz. Brookerék ezt feltornázták 90 percre, és ebből készülhetett el a "Fehér karácsony", amelyet 2014 decemberében mutattak be, és amely három történet ötvözetéből készült.
A bemutatót követően találkoztak a Channel 4 vezetőivel, akik azt mondták, hogy továbbra is számítanak a sorozatra, de a hatalmas költségei miatt csak koprodukcióban tudják elképzelni a továbbiakban. Brookerék Los Angelesbe utaztak, hogy pénzügyi segítséget találjanak ehhez, sikertelenül. Voltak egyéb javaslatok is, például hogy Brooker írjon egy forgatókönyvet az "Electric Dreams" című sorozathoz, vagy hogy készítsen egy öt epizódos, összefüggő történetekből álló sorozatot egy amerikai tévécsatorna részére. 2014 decemberében aztán a sorozat megjelent a Netflixen is, kizárólagos streamingjogokkal, amelynek hála megnőtt a sorozat után az érdeklődés. Több hálózat, köztük az AMC, a SyFy és az HBO is szerette volna megszerezni, a Netflix azonban mindegyikükre ráígért és két sorozat elkészítésében való közreműködést vállalta, egyenként tíz epizóddal. A Channel 4 azonban tartózkodó volt a koprodukcióval kapcsolatosan, és továbbra is három epizódban gondolkodtak. Végül azt mondták, hogy elfogadnak hat epizódot, ha megkapják előre a forgatókönyveket, de Brooker és Jones szkeptikusok voltak, hiszen korábban is kidobták az ötleteiket. Mivel kevés idejük volt választ adni, ezért gyorsan leszerződtek a Netflix-szel. 2015 szeptemberében jelentették be, hogy a műsor velük készül, 2016 márciusában pedig megszerezték a vetítési jogokat is. Ez volt az első eset, hogy egy streamingszolgáltató úgy vitt el magához egy sorozatot, hogy azt az eredeti csatorna is folytatni szerette volna.
A harmadik évad történeteinek megírása során Brooker igyekezett elkerülni azt a sablont, ami az előző részekre volt jellemző: hogy a főszereplő belekeveredett egy olyan szituációba, amelyből nem tudott kitörni. Ezért az új részek hagyományosabb történeteket kaptak: volt köztük romantikus és rendőrségi nyomozást a középpontba állító. A harmadik és a negyedik évad viszonylag gyors egymásutánban, 2016-17-ben érkezett. 2018-ban mutatták be a "Bandersnatch" című interaktív filmet, amely egyedülálló volt mind a sorozat, mind a Netflix történetében. Emiatt azonban megcsúszott az ötödik évad bemutatója, amelyre csak 2019 közepén került sor, ráadásul ismét csak három részt mutattak be.
2020 januárjában Brooker és Jones elhagyták a House of Tomorrow-t és létrehozták a Broke and Bones-t. A gond csak az volt, hogy a sorozat jogai még mindig az Endemolnál voltak, ezért amíg ez nem tisztázódott, addig nem készülhettek új részek. Maga Brooker is úgy gondolta, hogy az aktuális közhangulatban jobb lenne inkább vidámabb projekteken dolgozni. A sorozatot a Broke and Bones készíthette tovább, de a House of Tomorrow új tulajdonosa, a Banijay maradt a jogtulajdonos.

## Elismertség
A sorozat mind a kritikusok, mind a közönség körében elsöprő sikert aratott. Sokan napjaink egyik legjobb és legfontosabb sorozatának tartják. Az első két évadot Nagy-Britannia mellett a világ számos országában bemutatták, például Kínában.
Érdeklődését fejezte ki a sorozat iránt Stephen King, Robert Downey Jr. pedig bejelentette, hogy filmet készítene "A teljes történeted" című epizód alapján.
Az egyes részekben történő eseményeket gyakran párhuzamba vonták a valósággal. David Cameron Piggate-botrányakor sokan utaltak a sorozat első részére. Donald Trump amerikai elnökké választásakor a sorozat alkotógárdája az alábbi üzenetet tette közzé a "A Waldo-pillanat" epizódra utalva: ez nem egy sorozatepizód, nem marketingfogás, hanem a valóság.

## Epizódok
| Évad | Évad        | Epizódok száma | Eredeti sugárzás   | Eredeti sugárzás   | Eredeti adó        | Magyar sugárzás    | Magyar sugárzás    | Magyar adó |
| Évad | Évad        | Epizódok száma | Évadpremier        | Évadfinálé         | Eredeti adó        | Évadpremier        | Évadfinálé         | Magyar adó |
| ---- | ----------- | -------------- | ------------------ | ------------------ | ------------------ | ------------------ | ------------------ | ---------- |
|      | 1.          | 3              | 2011. december 4.  | 2011. december 18. |                    | 2011. december 4.  | 2011. december 18. |            |
|      | 2.          | 3              | 2013. február 11.  | 2013. február 25.  | 2013. február 11.  | 2013. február 25.  |                    |            |
|      | Különkiadás | Különkiadás    | 2014. december 16. | 2014. december 16. | 2014. december 16. | 2014. december 16. |                    |            |
|      | 3.          | 6              | 2016. október 21.  | 2016. október 21.  |                    | 2016. október 21.  | 2016. október 21.  |            |
|      | 4.          | 6              | 2017. december 29. | 2017. december 29. | 2017. december 29. | 2017. december 29. |                    |            |
|      | Film        | Film           | 2018. december 28  | 2018. december 28  | 2018. december 28  | 2018. december 28  |                    |            |
|      | 5.          | 3              | 2019. június 5.    | 2019. június 5.    | 2019. június 5.    | 2019. június 5.    |                    |            |
|      | 6.          | 5              | 2023. június 15.   | 2023. június 15.   | 2023. június 15.   | 2023. június 15.   |                    |            |
|      | 7.          | 6              | 2025. április 10.  | 2025. április 10.  | 2025. április 10.  | 2025. április 10.  |                    |            |

### Első évad (2011)
| Sor. | Év. | Cím                                         | Rendező       | Író                         | Premier                               |
| --- | --- | ------------------------------------------- | ------------- | --------------------------- | ------------------------------------- |
| 1. | 1.  | A nemzeti himnusz (The National Anthem)     | Otto Bathurst | Charlie Brooker             | 2011. december 4. 2011. december 4.   |
| A királyi család népszerű tagját, Susannah hercegnőt (Lydia Wilson) elrabolják és csak akkor engedik szabadon, ha Callow miniszterelnök (Rory Kinnear) élő adásban szexuális aktust hajt végre egy disznóval. Callow nem hajlandó felülni a zsarolásnak, ám a közvélemény lassan kezd ellene fordulni. Különleges erők is próbálják megtalálni a hercegnőt, de minden próbálkozásuk hiábavaló. Végül akkor lesz rajta a nyomás, hogy a miniszterelnök elvállalja a szexuális aktust. Az eseményt élőben közvetíti a televízió, és mivel mindenki azt nézi, az utcák teljesen kiürülnek, és senki nem veszi észre, hogy a hercegnőt az elrablója, aki öngyilkos lett, már fél órával az aktus előtt elengedte. Mint kiderül, a tettes az egész akcióját egy médiahacknek szánta, hogy bebizonyítsa, mennyire függnek az emberek a médiától. Egy évvel később a miniszterelnök renoméja ismét a normális, de a családi élete romokban hever. |     |                                             |               |                             |                                       |
| 2. | 2.  | Tizenötmillió jutalom (15 Million Merits)   | Euros Lyn     | Charlie Brooker & Kanak Huq | 2011. december 11. 2011. december 11. |
| Bing (Daniel Kaluuya) élete a egy modern falanszterben folyik, ahol feladata a szobabiciklivel való áramtermelés, amiért mindenre beváltható pontokat kap. A szórakozást a virtuális valóság és a kereskedelmi tévék biztosítják. Mivel Bing nem tudja mire elkölteni 15 millió pontos örökségét, egy lánynak, Abinek (Jessica Brown Findlay) ajándékozza, akibe szerelmes, hogy benevezhessen egy tehetségkutató műsorba. Mielőtt Abi fellép, egy pszichotróp italt itatnak meg vele, aminek hatására a zsűri szerint remekül énekel, de a pornóiparban nagyobb sikerrel indulhatna. Abi, aki teljesen el van kábítva, elfogadja az ajánlatot. Bing kétségbeesetten próbál tekerni azért, hogy magának is összegyűjtse a pontokat, hogy ő is bekerülhessen a műsorba. Aztán élő adásban elmondja, ami bántja, és öngyilkossággal fenyegetőzik, minek hatására saját heti show-műsort kap, amiben a rendszert szidhatja.                   |     |                                             |               |                             |                                       |
| 3. | 3.  | A teljes történeted (Entire History of You) | Brian Welsh   | Jesse Armstrong             | 2011. december 18. 2011. december 18. |
| Ebben a valóságban az emberek fejébe emlékchip ültethető, amely képes minden látott eseményt rögzíteni és visszajátszani. Liam (Toby Kebbell) egy állásinterjú után feleségével (Jodie Whittaker) barátaikhoz megy vacsorázni. Felesége, Ffion egyik régi ismerőse, Jonas, féltékennyé teszi, ezért az emlékchippel deríti ki az igazságot. Megtudja, hogy valamikor régen tényleg együtt voltak, ezért elmegy Jonashoz, és arra kényszeríti, hogy töröljön ki a feleségével kapcsolatos valamennyi emlékképet a fejéből. Az egyikről kiderül, hogy akkor keletkezett, amikor ők már együtt voltak. Az eszét vesztett Liam amiatt retteg, hogy a gyereke nem is tőle van, ezért követeli a feleségétől, hogy játssza vissza az ominózus szexuális aktust, hogy használtak-e óvszert. Miután kiderül, hogy nem, Liam, aki egyedül maradt a házban, egy penge segítségével kivágja a fejéből a memóriachipet.                                |     |                                             |               |                             |                                       |

### Második évad (2013)
| Sor. | Év. | Cím                                 | Rendező      | Író             | Premier                             |
| --- | --- | ----------------------------------- | ------------ | --------------- | ----------------------------------- |
| 4. | 1.  | Mindjárt jövök (Be Right Back)      | Owen Harris  | Charlie Brooker | 2013. február 11. 2013. február 11. |
| Martha (Hayley Atwell) párja, Ash (Domhnall Gleeson), aki a fél életét a közösségi média használatával tölti, röviddel költözésük után életét veszti egy balesetben. Miután néhány nappal később felfedezi, hogy terhes, Martha igénybe vesz egy vadonatúj szolgáltatást, amely képes szimulálni Ash hangját és személyiségét telefonon keresztül pusztán azáltal, hogy a program elemzi a férfi közösségi médiás tevékenységét. Egy napon aztán felajánlja neki a szolgáltatás a legújabb kísérleti lehetőséget: a szimulált Ash-t egy mesterséges testbe költöztetik, mely épp úgy néz ki, mint az elhunyt. Eleinte minden rendben is megy, de aztán Martha észreveszi, hogy az android nem tudja mímelni azokat az apróságokat, amiket Ashben szeretett, ezért elkezd eltávolodni tőle. Végül egy sziklaszirt szélére viszi őt és azt követeli, hogy ugorjon le. Mikor az android megtenné, Martha kifakad, hogy Ash soha nem tűrné el, hogy parancsolgassanak neki. Válaszképp az android könyörögni kezd az életéért. Martha hazaviszi, és a padláson tárolja, ahol évekkel később a lánya találkozhat vele. |     |                                     |              |                 |                                     |
| 5. | 2.  | Fehér medve (White Bear)            | Carl Tibbets | Charlie Brooker | 2013. február 18. 2013. február 18. |
| Victoria Skillane (Lenora Crichlow) elkínzottan ébred és nem emlékszik semmire életéből. A világ körülötte teljesen felbolydult: ismeretlenek fegyverrel üldözik őt, miközben az emberek többsége ezt érzéketlenül bámulja és mobiljával fényképezi. Később találkozik egy Jem nevű nővel, akit a "vadászok" szintén üldöznek. Szerinte az őket filmező embereket a képernyő tartalma hipnotizálja, a vadászokra pedig ez nem hat, viszont ők szadista módon viselkednek valamiért. Ketten elindulnak a jelet sugárzó átjátszóadót elpusztítani. Megtámadják őket, és amikor Victoria megszerzi egyikük fegyverét, hiába lő vele, abból csak konfetti jön. Mint kiderül, az egész meg volt rendezve, ő pedig nem más, mint egy közönséges gyerekgyilkos, akit arra ítéltek, hogy mindennap szenvedjen, és ezt különféle attrakciókkal érik el, amit az emberek is végignézhetnek (ezért filmezik őt). Ezután visszaviszik a házba, ahol különösen fájdalmas módon törlik az aznapi emlékeit. |     |                                     |              |                 |                                     |
| 6. | 3.  | A Waldo-pillanat (The Waldo Moment) | Bryn Higgins | Charlie Brooker | 2013. február 25. 2013. február 25. |
| Jamie Salter (Daniel Rigby) egy szebb napokat látott komikus, akinek szatirikus szkeccse a politikailag inkorrekt animált kék medvéről, Waldóról egyre népszerűbb lesz. Amikor felmerül, hogy Waldo kaphatna egy önálló sorozatot, a műsor producere (Jason Flemyng) nyomására Waldo jelölteti magát egy időközi választáson, ahol a munkáspárti Gwendolyn Harris (Chloe Pirrie) és a tory Liam Monroe (Tobias Menzies) az ellenfelei. Jamie lefekszik Harrisszel, akibe szerelmes lesz, aki viszont a kampánytanácsadója javaslatára távolságot tart tőle. Válaszul Jamie nyilvánosan is karrierpolitikusnak nevezi őt. Közben Waldo egyre népszerűbb lesz, már Amerikából is érdeklődnek iránta, amit Jamie ellenez, és a kampánykörút utolsó napján könyörög az embereknek, hogy ne szavazzanak Waldóra. Monroe megnyeri a választást, Waldo második lesz, Harris pedig utolsó. Az utolsó jelenetben egy disztopikus jövőben a hajléktalan Jamie egy rendőrállamban ébred, ahol az utcán mindenhol Waldo arcképe látható.                                                                                      |     |                                     |              |                 |                                     |

### Különkiadás
| Sor. | Év. | Cím                               | Rendező      | Író             | Premier                               |
| --- | --- | --------------------------------- | ------------ | --------------- | ------------------------------------- |
| 7. | 1.  | Fehér karácsony (White Christmas) | Carl Tibbets | Charlie Brooker | 2014. december 16. 2014. december 16. |
| Ez az epizód egy karácsonyi különkiadás, eredetileg nem volt a 2. évad része. Joe (Rafe Spall) és Matt (Jon Hamm) egy Isten háta mögötti kirendeltségben dolgoznak évek óta. Karácsonykor mindketten elmesélik, hogyan kerültek oda. Matt korábban egyedülálló férfiaknak segített nőket felszedni, egy olyan technológiával, melynek segítségével a kliensek szemébe beépített eszközzel azt látta, amit ők is. Miután egy sajnálatos haláleset történt, egy új vállalkozás keretében lemásolta az ügyfelei tudatát, melyeket apró mikrochipekben tárolt, amiket aztán okosházak beépített személyi asszisztenseihez használt fel. Joe elmeséli, hogy egy eldurvult veszekedés után a terhes barátnője "blokkolta" őt, azaz egy új technológiával felismerhetetlen pixeles, elmosódott képet láttak ezután egymásból. Az évekig tartó blokkolás miatt Joe nem tudott beszélni se barátnőjével, se a megszületett gyerekükkel, egészen addig, míg az asszony meg nem halt egy balesetben. Mikor a nő apja azt mondta neki, hogy a kislány nem is az ő gyereke, Joe szétverte a férfi fejét. Miután Joe elmesélte Mattnek, hogy a kislány is meghalt aznap egy hóviharban, mert segíteni akart a nagyapjának, kiderül, hogy az egész történet egy mikrochip belsejében játszódik, ugyanis Matt ki akarja szedni Joe-ból a vallomását az esetről, hogy ő maga vádalkut köthessen. Kiengedik ugyan, de mivel a szembe építhető megfigyelési technikája miatt szexuális bűnözőként tartják számon, a világon mindenki számára blokkolva lesz. Joe tudatát pedig bezárják a mikrochipbe, ahol örökre egyedül ragad úgy, hogy miközben a valóságban csak 1 perc telik el, az számára 1000 évvel ér fel. |     |                                   |              |                 |                                       |

### Harmadik évad (2016)
| Sor. | Év. | Cím                                      | Rendező          | Író                               | Premier                             |
| --- | --- | ---------------------------------------- | ---------------- | --------------------------------- | ----------------------------------- |
| 8. | 1.  | Szabadesés (Nosedive)                    | Joe Wright       | Charlie Brooker                   | 2016. október 21. 2016. október 21. |
| A közeljövő Amerikájában az emberek minden szociális megnyilvánuláskor egy 1-től 5-ig tartó skálán pontozzák egymást. Az elért átlagok meghatározó szerepet játszanak egy személy társadalmi státuszának alakulásában. Lacie (Bryce Dallas Howard) kihasználva, hogy népszerű gyermekkori barátnője, Naomi (Alice Eve) felkérte esküvői tanújának, meg akarja szerezni az elitstátuszt biztosító 4,5 feletti átlagot, hogy így olcsón vehessen meg egy luxusapartmant. Az esküvőn számos népszerű ember ott lesz, és az ő pontozásuk szinte biztos segít az érték feltornázásában, ha kedvesen viselkedik velük. Csakhogy az esküvőre menet számtalan kellemetlen dolog történik vele, ami miatt a pontszáma elkezd zuhanni, egész addig, hogy Naomi is felhívja őt, hogy ne jöjjön el. A dühös Lacie csakazértis odamegy az esküvői vacsorára, és elkezdi felolvasni a mikrofonba az előre megírt beszédét. Ettől a vendégek sorban elkezdik őt negatívan pontozni, míg az nullára nem zuhan. Végül a biztonságiak viszik el őt, és egy cellába zárják, ahol megfosztják a pontozórendszertől. Lacie, aki ettől felszabadultnak érzi magát, elkezd vitatkozni egy férfival, tudván, hogy többé senki nem pontozhatja le. |     |                                          |                  |                                   |                                     |
| 9. | 2.  | A játékteszt (Playtest)                  | Dan Trachtenberg | Charlie Brooker                   | 2016. október 21. 2016. október 21. |
| Cooper (Wyatt Russel) családi problémái elől világ körüli utazásba menekül, mígnem aztán bankja hibájából Angliában ragad. Az anyját nem meri felhívni, mert miután az apja meghalt korai Alzheimer-kórban, képtelen szóba állni vele. Miután megszállt egy lány házában, akivel előző este lefeküdt, felajánlja, hogy tesztelőként benne részt egy új, kiterjesztett valósággal működő videojátékban. Az eszköz, amit a nyakába építenek, képes arra, hogy teljesen valóságosnak tapasztalja meg az elé vetített dolgokat, ám a beépítés közben telefonon keresi őt az anyja, ami interferenciát okoz. A játék első szintje információkat keres az agyában arról, hogy mi az, amitől retteg, és Cooper legelőször egy kísértetkastélyba kerül egyedül. Eleinte jól bírja az ijesztgetéseket, de amikor súlyos mentális és fizikális fájdalmakat tapasztal, a kísérletet azonnal leállítják. Cooper hazatér az anyjához, aki nem ismeri fel őt, mert ő is Alzheimer-kórtól kezd el szenvedni, ahogy az apja is. Ekkor kiderül, hogy minden, ami az interferenciát követően történt, csak Cooper fejében zajlott le, és ő igazából szinte azonnal meghalt.                                                                 |     |                                          |                  |                                   |                                     |
| 10. | 3.  | Pofa be és táncolj (Shut Up & Dance)     | James Watkins    | Charlie Brooker & William Bridges | 2016. október 21. 2016. október 21. |
| A tinédzser Kennyt (Alex Lawther) egy ismeretlen hacker megzsarolja egy videófelvétellel, amin gépe előtt maszturbál. Hogy ne teregesse ki a világ számára a felvételt, különböző feladatokat kell végrehajtania, amelyek során összeakad a hasonló cipőben járó családapával, Hectorral (Jerome Flynn), akit a hűtlenségével zsaroltak meg. Kennynek és Hectornak ki kell rabolniuk egy bankot, méghozzá azzal a fegyverrel, amit egy jó előre elkészített tortába rejtettek. Kenny kirabolja a bankot és elviszi magával a pénzt, míg Hector megsemmisíti az autót. Az erdőben Kenny találkozik egy férfival, akit azzal zsarolnak, hogy gyermekpornográf felvételeket nézett, és a zsarolók követelésére meg kell küzdeniük életre-halálra. Kenny megöli a férfit, de a hacker mégiscsak nyilvánosságra hozza a róla készült felvételt. Kennyt sírva hívja fel az anyja, aki szintén látta a felvételt, és ebből kiderül, hogy ő maga is gyermekpornóra maszturbált. |     |                                          |                  |                                   |                                     |
| 11. | 4.  | San Junipero (San Junipero)              | Owen Harris      | Charlie Brooker                   | 2016. október 21. 2016. október 21. |
| 1987-ben a huszonéves Yorkie (Mackenzie Davis) a kaliforniai üdülőhelyen, San Juniperoban turistáskodik. A félénk lány megismerkedik az extrovertált Kellyvel (Gugu Mbatha-Raw) és egy egyéjszakás kalandba keverednek. Yorkie a következő hetekben azonban hiába keresi őt, mígnem egy férfi azt mondja neki, hogy keresse meg őt egy másik időben. Yorkie ellátogat 1980-ba, 1996-ba, és 2002-be, ahol végre megtalálja őt. Kelly felfedi előtte, hogy haldoklik, és ezért nem akar tartós kapcsolatot. San Junipero egy virtuális világ, különféle idősíkokkal, ahová az elhunyt emberek feltölthetik a tudatukat, ahová látogatók, mint Yorkie és Kelly is, hetente egyszer elmehetnek. A valódi életben az idős Kelly meglátogatja az ágyhoz kötött Yorkie-t egy kórházban, aki 40 évvel korábban deréktól lefelé lebénult egy autóbalesetben, amit ő idézett elő, mert elkeseredett, amiért a szülei megvetették leszbikusságát. Kelly összeházasodott vele, majd követve a végakaratát, eutanáziát hajtottak végre rajta és feltöltötték a tudatát San Juniperóba. Ahogy az egészsége megromlott, Kelly ugyanezt tette, miután túltette magát azon, hogy az elhunyt férje és lánya nem lehetnek vele.              |     |                                          |                  |                                   |                                     |
| 12. | 5.  | A csótányirtók (Men Against Fire)        | Jakob Verbruggen | Charlie Brooker                   | 2016. október 21. 2016. október 21. |
| Stripe (Malachi Kirby) egy katonai szervezet tagja, amely az emberiség ellenségeinek tartott mutánsokat vadásszák le. Ebben egy különleges implantátum van a segítségükre, amely feljavítja érzékeiket és kiterjesztett valóságban láthatják a dolgokat. Egy nap az egyik mutáns egy olyan eszközt használ, amely megbolondítja Stripe implantátumát, aki így embereknek látja őket. Miután megmenti egy nő életét az egyik katonatársa támadásától, az felfedi neki, hogy ők valójában teljesen normális emberek, de a propaganda és az előítéletek hatására gyűlölik őket, és az implantátum ezért mutatja őket ocsmány mutánsokként. Katonatársa, Hunter azonban leüti őt és a bázisukra viszi, ahol bebörtönzik. A pszichológus Arquette-től megtudja, hogy az implantátum célja nem más, mint dehumanizálni az ellenséget, ugyanis így sokkal könnyebb a gyilkolás, amit egy fajvédő program keretén belül csinálnak. Arquette megfenyegeti Stripe-ot, s közben mutat neki egy videofelvételt arról, hogy ártatlan embereket öl. Miután megtörik, újraindítják az implantátumát. Valamivel később hazatér, és azt látja, hogy egy gyönyörű nő várja őt haza, akiről kiderül, hogy nem valóságos.                     |     |                                          |                  |                                   |                                     |
| 13. | 6.  | A nemzet ellensége (Hated in the Nation) | James Hawes      | Charlie Brooker                   | 2016. október 21. 2016. október 21. |
| Miután Nagy-Britannia méhállománya vészesen lecsökken, egy cég mechanikus méheket kezd el gyártani. Karin Parke és Blue Coulson nyomozók Shaun Li ügynök segítségével felfedezik, hogy a méhek okozták két ember halálát is azáltal, hogy a fejükbe repültek, és elviselhetetlen fájdalmat okoztak. Coulson rájön, hogy az áldozatokat egy furcsa hashtaggel látták el az interneten, amely egy "játékhoz" kapcsolódik - aki az adott napon a lista élén van, azt megölik. Miután egy harmadik ember is meghalt, a hashtagek használata látványosan megnő. Kiderül, hogy a méheket egy, a cégnek korábban dolgozó illető, Garrett Scholes hackelte meg. A rendőrség házkutatást rendez, és találnak nála egy lemezt mindazon személyek listájával, akik használták a hashtaget. Parke szerint ők a hacker igazi célpontjai, ezért lekapcsolják a rendszert, de amikor az újraindul, a méhek támadásba lendülnek, és megölnek majdnem négyszázezer embert. Nem sokkal később Parke-ot meghallgatásra idézik be az üggyel kapcsolatban, Coulson pedig, akiről úgy hiszik, hogy halott, megtalálja Scholest. |     |                                          |                  |                                   |                                     |

### Negyedik évad (2017)
| Sor. | Év. | Cím                               | Rendező        | Író                               | Premier                               |
| --- | --- | --------------------------------- | -------------- | --------------------------------- | ------------------------------------- |
| 14. | 1.  | USS Callister (USS Callister)     | Toby Haynes    | Charlie Brooker & William Bridges | 2017. december 29. 2017. december 29. |
| Robert Daly (Jesse Plemons) a Callister Inc. vezető fejlesztője, azonban nem érzi megbecsülve magát a munkahelyén. Szabadidejében a cég Infinity nevű sci-fi tematikájú online játékának egy általa módosított verziójával játszik, amelyben korlátlan hatalommal rendelkezik munkatársai tökéletes másolatai felett. Daly új kollégájának, Nanette Cole-nak másolata (Cristin Milioti) azonban nem hajlandó elfogadni a helyzetét, és sikeresen eléri, hogy lázadjanak fel Daly ellen. Miután megszereznek egy eszközt, amellyel tudnak a privát szerveren kívül is kommunikálni, Cole klónja megzsarolja az igazi Cole-t, hogy terelje el Daly figyelmét elég ideig ahhoz, hogy meg tudjanak szökni a privát szerverről. |     |                                   |                |                                   |                                       |
| 15. | 2.  | Arkangyal (ArkAngel)              | Jodie Foster   | Charlie Brooker                   | 2017. december 29. 2017. december 29. |
| Marie (Rosemarie DeWitt) egyedülálló anyaként neveli lányát, Sarát. Miután egy rövid időre elveszti a játszótéren, az aggódó Marie beültetteti az Arkangel chip-technológiát gyermekébe, amelynek segítségével képes távolról is felügyelni őt. Ennek segítségével figyelheti egészségi állapotát, láthatja, hová megy, de még azt is beállíthatja, mi az, amit lánya ne lásson. Ahogy telnek az évek, Marie felfedezi, hogy az eszköz akadályozza Sara fejlődését, de kivenni már nem lehet, ezért csak letiltja a hozzá kapcsolódó tabletet. Mikor a lánya lázadó tinédzserré válik, úgy dönt, újraaktiválja az Arkangyalt, és felfedezi, hogy Sara egy olyan sráccal drogozik, akit ő nem kedvelt. Egy éjszaka, amikor Sara meg akart szökni, az Arkangyal értesíti Marie-t, aki ekkor esemény utáni tablettát ad Sarának, aki ezektől rosszul lesz az iskolában. Amikor a lány észreveszi, hogy Marie újraaktiválta az Arkangyalt, brutálisan bántalmazza az anyját a tablettel, amiből ő semmit nem lát, a beépített cenzúra miatt. |     |                                   |                |                                   |                                       |
| 16. | 3.  | Krokodil (Crocodile)              | John Hillcoat  | Charlie Brooker                   | 2017. december 29. 2017. december 29. |
| Mia (Andrea Riseborough) és Rob (Andrew Gower) nem jelentik be a Rob által okozott halálos gázolást, helyette megszabadulnak a holttesttől. 15 évvel később Rob névtelenül tájékoztatni akarja az áldozat özvegyét, amitől a családját és karrierjét féltő Mia kétségbeesik. Ezért inkább megöli Robot és elrejti az ő holttestét is. Eközben Shazia, egy biztosítási csalások leleplezésére specializálódott nyomozó elkezd összefüggéseket látni a különböző esetek között, amiben egy olyan eszköz van segítségére, mely a szemtanúk által látottakat rekonstruálja. Miután egy esetnél meglátja Miát, a segítségét kéri az ügy megfejtésében. A nő kénytelen segíteni, Shazia pedig meglátja, hogy mit tett Robbal. Kétségbeesésében a nő megöli Shaziát is, majd elmegy a házába, megöli a férjét és a gyerekét is, csak azért, hogy semmiképp ne tudjanak egy hasonló eszközzel a nyomára bukkanni. A nyomozók megállapítják, hogy a gyerek vak volt, így nem is láthatott semmit, viszont a szobában lévő tengerimalacnak voltak az esetről emlékei. |     |                                   |                |                                   |                                       |
| 17. | 4.  | Akasszuk fel a DJ-t (Hang the DJ) | Tim Van Patten | Charlie Brooker                   | 2017. december 29. 2017. december 29. |
| Amy (Georgina Campwell) és Frank (Joe Cole) egy olyan intézményesített párkeresésben vesz részt, ahol a rendszer határozott időre párosít össze személyeket annak érdekében, hogy a kinyert adatokat felhasználva a résztvevők számára megtalálja a végleges partnert. Mint kiderül, nagyon is illenek egymáshoz, de ezután a rendszer másokkal is megpróbálja őket összehozni. Amikor ismét találkoznak, Amy azt javasolja, hogy ne az előre meghatározott időt töltsék együtt, hanem többet. Frank egyszer mégis ránéz az órájára és azt látja, hogy éveket tölthettek volna együtt, ha erről tud, de így az idejük jelentősen lecsökken. Amy hamarosan egy új párhoz kerül, akivel élete végéig együtt kell lennie, de ez ellen fellázad, és arra kéri a rendszert, hadd lássa még egyszer Franket. Valójában szökést eszelt ki, amit sikeresen végre is hajtanak. Végül rájönnek, hogy ők csak egy a több ezer Frank és Amy közül, akik megszöktek. Mindannyiukat egy randialkalmazás teremtette a valódi Amy és Frank hatására, akik a programmal szimulálják különféle helyzetekben, hogy mennyire illenek egymáshoz. |     |                                   |                |                                   |                                       |
| 18. | 5.  | Fémfej (Metalhead)                | David Slade    | Charlie Brooker                   | 2017. december 29. 2017. december 29. |
| Robot-őrkutyák fordultak az emberiség ellen, a kevés túlélő pedig csak magára számíthat. Miközben egy raktárból próbálnak holmikat szerezni, Bella társait megölik a robotok. Ő sikeresen megmenekül, leszerel egy robotot, és eljut egy házig, ami el van látva fegyverekkel. A lerázott robot azonban újratölti magát és a nyomába ered. Bella sikeresen legyőzi őt, ám az utolsó pillanatban a robot nyomkövető eszközöket lő ki, amik a bőrébe tapadnak. Kivenni nem tudja ezeket, mert azonnali halállal járna együtt, és ahogy a robotok egyre többen lesznek, rádión veszi fel a kapcsolatot a többiekkel. Ebből kiderül, hogy Bella csapata csak egy plüssmackót próbált szerezni egy súlyosan beteg kisgyereknek. |     |                                   |                |                                   |                                       |
| 19. | 6.  | Fekete múzeum (Black Museum)      | Colm McCarthy  | Charlie Brooker                   | 2017. december 29. 2017. december 29. |
| Nish (Letitia Wright) betér a félreeső helyen található Fekete Múzeumba. Rolo Haynes (Douglas Hodge), a múzeum tulajdonosa végigvezeti a lányt a tárlaton, elmesélve a kiállított tárgyak történetét. Az egyik eszközt Dr. Peter Dawson használta, amellyel ő is érezhette a páciensei fájdalmát. Ez eredetileg a pontosabb diagnózist segítette volna, de hamar függőséget okozott, és az orvos képes volt embert is ölni, csak hogy átérezhesse. Egy másik eszközzel Carrie-nek, egy kómában lévő nőnek a tudatát töltötték át a férjébe, Jackbe, de amikor Jack elkezdett más nők után érdeklődni, Jack erőszakkal áthelyezte Carrie-t egy plüssmajomba, amely még mindig itt van a múzeumban. Ezután megmutatja a kiállításuk sztárját, egy sorozatgyilkosnak, Clayton Leigh-nek a holografikus kivetülését. Az ő tudatát közvetlenül a kivégzése előtt szerezte meg a múzeum, a látogatóknak pedig lehetőségük van újra és újra kivégezni őt villamosszékben. Nish leleplezi, hogy nem véletlenül jött ide, ugyanis ő Clayton lánya, az apját pedig ártatlanul ítélték el. Miután megmérgezi Rolót, a tudatát Claytonba helyezi át, és egy utolsó kivégzéssel megsemmisíti mindkettejüket. Rolo szenvedése egy szuvenír kulcstartóba kerül, Nish pedig magával viszi a Carrie-t tartalmazó plüsst majd felgyújtja a múzeumot. |     |                                   |                |                                   |                                       |

### Bandersnatch
| # | Cím                                                     | Rendező     | Író                               | Premier                               |
| --- | ------------------------------------------------------- | ----------- | --------------------------------- | ------------------------------------- |
| 1. | Fekete tükör: Bandersnatch (Black Mirror: Bandersnatch) | Toby Haynes | Charlie Brooker & William Bridges | 2018. december 28. 2018. december 28. |
| 2018. december 28-án jelent meg a Netflixen a sorozat speciális különkiadása. Az epizód főszereplője Stefan, egy fiatal programozó, aki miközben egy népszerű szerepjátékot programoz, az általa tapasztalt élmények hatására megkérdőjelezi, hogy létezik-e szabad akarat. A Bandersnatch egy interakítv film, ami azt jelenti, hogy a cselekmény bizonyos pontjainál választási lehetőségek elé kerülünk, és annak megfelelően folytatódik tovább a cselekmény. Ennek megfelelően többféle befejezés is lehetséges. |                                                         |             |                                   |                                       |

### Ötödik évad (2019)
| Sor. | Év. | Cím                                                      | Rendező       | Író                         | Premier                         |
| --- | --- | -------------------------------------------------------- | ------------- | --------------------------- | ------------------------------- |
| 20. | 1.  | Striking Vipers (Striking Vipers)                        | Owen Harris   | Charlie Brooker             | 2019. június 5. 2019. június 5. |
| Danny (Anthony Mackie) születésnapján beállít régi barátja, Karl (Yahya Abdul-Mateen II), aki az akkori kedvenc verekedős játékuk legújabb részével ajándékozza meg, amihez újfajta VR kiegészítő is szükséges. Ennek hatására a játékban tapasztalt élményeket valósként élhetik meg. Karaktereik a játékban csókolóznak, majd szeretkeznek is egymással, amely bonyodalmakat okoz a valódi életben is. Theo szerint a játék megrontotta a házasságukat, így Danny kilép a játékból. Pár hónappal később Karlt áthívja Theo egy meglepetés-születésnapra, amit Dannynek rendeznek. Karl elmondja, hogy nem tudja reprodukálni azt az érzést, amit a játékban is érzett, majd a játékban újra szeretkeznek, aztán csókolóznak is a való életben, azt állítva, hogy nem éreznek semmit egymás iránt. Karl folytatni akarja a dolgokat a játékban, de Danny nem, ami miatt olyan hangosan kezdenek el vitatkozni, hogy letartóztatják őket. Amikor Theo megtudja, hogy mi volt a veszekedésük oka, megengedi, hogy folytassák tovább a dolgokat a játékban, ha cserébe ő pedig férfiakkal találkozhat. |     |                                                          |               |                             |                                 |
| 21. | 2.  | Smithereen (Smithereens)                                 | James Hawes   | Charlie Brooker & Kanak Huq | 2019. június 5. 2019. június 5. |
| Chris (Andrew Scott) egy autómegosztó app, a Hitcher sofőrje, aki a felesége halála óta depresszióval küzd. Egy terápiás csoportba jár egy anyával, aki másfél éve elvesztette a lányát. Miután együtt töltötték az éjszakát, a nő felfedi, hogy minden nap addig próbálkozik a lánya Persona közösségi oldalára bejelentkezni egy találomra választott jelszóval, amíg le nem tiltják. Másnap az utasa az appot fejlesztő cég, a Smithereens alkalmazottja, Jaden lesz. Chris egy hirtelen ötlettől vezérelve túszul ejti őt, és a szabadon bocsátása fejében azt követeli, hogy beszélhessen a cég vezérigazgatójával. Egy mezőre megy az autóval, ahová a rendőrség is követi őt. Érdekes dolgok derülnek ki Chris múltjából: a menyasszonya egy autóbalesetben halt meg, amit ő okozott azzal, hogy a telefonját nézte az út helyett. Fenyegetései hatására kapcsolják neki Billy Bauert, a cég igazgatóját, aki tanácsadói intelmei ellenére beszélgetni kezd Chrisszel. Felfedi, hogy a menyasszonya haláláért ugyan ő volt a felelős, mégis a másik, szintén elhunyt sofőrre hárította a felelősséget. Az utolsó kívánsága csak annyi, hogy Billy segítsen belépni a lányát gyászoló anyának a Persona fiókba. Ezután öngyilkos akar lenni, majd dulakodni kezdenek Jadennel, és egy mesterlövész célbaveszi őt. |     |                                                          |               |                             |                                 |
| 22. | 3.  | Rachel, Jack és Ashley Too (Rachel, Jack and Ashley Too) | Anne Sewitsky | Charlie Brooker             | 2019. június 5. 2019. június 5. |
| Rachel és Jack testvérek, akik az apjukkal élnek anyjuk halála óta. Rachel a születésnapjára egy mesterséges intelligenciával ellátott babát, Ashley Too-t kapja, akit a popsztár Ashley O-ról mintáztak. Szeretne vele fellépni az iskolai tehetségkutatón, de csúnyán felsül. Eközben az igazi Ashley O nem hajlandó bevenni a tablettákat, amiket nagynénje és menedzsere, Catherine ad neki, és megpróbál valahogy kikerülni a szerződéséből. Catherine rájön erre, ezért a gyógyszereit az ételére szórja, amitől kómába esik. Amikor Ashley Too meglátja, mi történt Ashley O-val, meghibásodik. Jack megbütyköli a gépet, amely azt állítja, hogy ő az igazi Ashley O tudatának digitális kivetülése, amelyet csak hardveres korlátok tartottak kordában. Meggyőzi Jacket és Rachelt, hogy menjenek és gyűjtsenek bizonyítékot Catherine ellen. Megtalálják Ashley O-t, akit különféle eszközökkel tartanak katatón állapotban. Felébresztik őt, majd elmenekülnek, és épp idjeében leplezik le Catherine-t, aki bejelenti, hogy Ashley O hologramja hamarosan turnéra indul. |     |                                                          |               |                             |                                 |

### Hatodik évad (2023)
| Sor. | Év. | Cím                             | Rendező        | Író                            | Premier                           |
| --- | --- | ------------------------------- | -------------- | ------------------------------ | --------------------------------- |
| 23. | 1.  | Joan szörnyű (Joan is Awful)    | Ally Pankiw    | Charlie Brooker                | 2023. június 15. 2023. június 15. |
| Joan, a cégvezető, döbbenten veszi észre, hogy életét szinte élőben megfilmesíti a Streamberry nevű streaming-oldal, "Joan szörnyű" címmel Salma Hayekkkel a főszerepben. Mint kiderül, ez azért van, mert óvatlanul elfogadta a Streamberry felhasználási feltételeit, amellyel jóváhagyta, hogy személyes adatait felhasználja a cég. Hayeket vádolva mindezért elhatározza, hogy botrányt kelt: odaszékel egy templomba. Hayek ekkor megkeresi, és közli, hogy a Streamberry őt is ugyanígy tartja a markában. Elhatározzák, hogy betörnek a céghez és törlik a róluk tárolt adatokat, ám ekkor kiderül, hogy amiben vannak, az nem a valóság, és Joant igazából egy Annie Murphy nevű színésznő játssza. Joan így is elpusztítja a gépet, így a valóság visszazökken a normál kerékvágásba: Joan egy kávézótulajdonos, akit, akárcsak Murphyt, házi őrizetbe helyeznek, mert betörtek a Streamberryhez. |     |                                 |                |                                |                                   |
| 24. | 2.  | Loch Henry (Loch Henry)         | Sam Miller     | Charlie Brooker                | 2023. június 15. 2023. június 15. |
| Davis és Pia, akik filmművészetet tanulnak, meglátogatják Davis anyját, Janetet Loch Henry kisvárosában. Itt hallanak először Iain Adarról, a sorozatgyilkosról, aki turistákra vadászik. Pia elhatározza, hogy inkább ebből forgat egy dokumentumfilmet az eredetileg eltervezett természetfilm helyett. Idővel véletlenül rájönnek, hogy a Janetnél tárolt régi videokazettékon a sorozatgyilkos bűnei vannak rögzítve, azaz Davis szülei kapcsolatban állnak a gyilkossal. Pia menekülni próbál, de bezuhan a folyóba és meghal. Janet, aki fél, hogy mindez kiderül, a fiára hagyja a kazettákat és öngyilkos lesz. Évekkel később a történetről szóló film megjelenik a Streamberryn, és BAFTA-díjat nyer. Loch Henry örömmámorban úszik, Davis viszont traumatizálódik, mert anyja öngyilkossága előtti üzenetében is az szerepel, hogy a kazetták alapján csinálja meg a filmet. |     |                                 |                |                                |                                   |
| 25. | 3.  | Túl a tengeren (Beyond the Sea) | John Crowley   | Charlie Brooker                | 2023. június 15. 2023. június 15. |
| Egy alternatív 1969-ben Cliff és David asztronauták, akik egy hatéves küldetésre készülnek. Távollétük során róluk mintázott robotok helyettesítik őket a családjuk és a gyerekeik előtt, és amíg nem kell dolgozniuk az űrben, ők tudják az eszközöket irányítani. David számára azomnban hamarosan megszűnik ez a lehetőség, mert a replikánsát és a családját is lemészárolják fanatikus őrültek, aminek hatására visszahúzódó és katatonikus lesz. Clif és a felesége, Lana megsajnálják, és úgy döntenek, hogy megengedik, hogy Cliff testében néha kimozdulhasson. David egyre jobban lesz, ám hamarosan szemet vet Lanára, aki követeli, hogy hagyja ezt abba, különösen miután megüti a fiát. Később Cliff felfedezi, hogy David aktokat készített Lanáról - mindketten tagadják, hogy viszonyuk lenne, de azt mondják, hogy Cliff nem becsüli eléggé a családot. Cliff megtiltja, hogy David használja a testet, válaszul David egy űrséta során mégis ezt teszi, csak azért, hogy megölje a családot. |     |                                 |                |                                |                                   |
| 26. | 4.  | Mazey Day (Mazey Day)           | Uta Briesewitz | Charlie Brooker                | 2023. június 15. 2023. június 15. |
| A 2000-es évek közepén Bo, a gátlástalan paparazzi miatt öngyilkos lesz egy ismert tévés színész, mert a nő eladta a róla és a férfi szeretőjéről készített fényképeit egy lapnak. Emiatt bűntudata lesz és elhatározza, hogy felhagy a fotók pénzért történő értékesítésével. De alig telik el pár hét, és máris megkeresik egy ajánlattal: 30 ezer dollárt kap, ha képeket szerez Mazey Day-ről, a színésznőről, aki egy csehországi forgatás után tűnt el. Végül meg is találja őt egy rehabilitációs klinikán, ahová igazából azért vonult be, mert megharapta egy vérfarkas, és szeretett volna elrejtőzni a nyilvánosság elől. Bo megcsinálja a képeket, miközben Day átváltozik, majd ámokfutásba kezd. Mikor egy pillanatra magához tér, azt kéri tőle, hogy ölje meg, de Bo inkább az öngyilkosságba hajszolja, csak azért, hogy arról még jobb képeket csinálhasson. |     |                                 |                |                                |                                   |
| 27. | 5.  | 79-es démon (Demon 79)          | Toby Haynes    | Charlie Brooker & Bisha K. Ali | 2023. június 15. 2023. június 15. |
| 1979-ben (a főcím szerint a "Vörös tükör" egyik epizódjában) Nida, aki bolti eladó, napi szinten tapasztalja a rasszizmust és a diszkriminációt. Egyik nap rálel egy talizmánra, amelyben Gaap, a démon rejtőzik. Gaap közli vele, hogy három embert kell megölnie véráldozatként pár napon belül, különben rászabadítja a nukleáris apokalipszist a világra. Meg is öl a parancsára egy járókelőt, aki a démon állítása szerint szexuálisan zaklatta a gyerekét. Másnap megismerkedik valakivel egy bárban és őt öli meg, majd a testvérét, hogy ne legyen szemtanú. Csakhogy előbbi Gaap szerint nem számít, mert ő is gyilkos volt, tehát kell egy újabb áldozat. Így fordul Michael Smart szélsőjobbos politikus ellen, de nem tudja megtenni, mert a rendőrség letartóztatja. Kihallgatása közben Gaap felajánlja neki, hogy csatlakozzon hozzá az örök kárhozatban, amit Nida elfogad, miközben kitör a nukleáris holokauszt.                                                                             |     |                                 |                |                                |                                   |

### Hetedik évad (2025)
| Sor. | Év. | Cím                                                         | Rendező                    | Író                                                           | Premier                             |
| --- | --- | ----------------------------------------------------------- | -------------------------- | ------------------------------------------------------------- | ----------------------------------- |
| 28. | 1.  | Hétköznapi emberek (Common People)                          | Ally Pankiw                | Charlie Brooker, Bisha K. Ali                                 | 2025. április 10. 2025. április 10. |
| A tanárnő Amanda és a munkás Mike egy boldog pár, akik szeretnének gyereket vállalni. Amandánál egy nap gyógyíthatatlan agydaganatot diagnosztizálnak, ám felmerül egy megoldás: a Rivermind nevű cég ingyen elvégezteti a műtétet, cserébe a nő fejébe a kivágott szövetet pótolandó szintetikus anyag kerül. Cserébe viszont havidíjat kell fizetni a szolgáltatásért, amire Mike-nak kell megkeresnie a pénzt. Amanda többet kell hogy aludjon, ráadásul a szolgáltatás csak alapszintű, az újabb funkciókért még többet kell fizetni. Amikor önkéntelenül reklámokat kezd el bemondani, a tanári állása is veszélybe kerül. Hogy fedezni tudja a legmagasabb előfizetési csomag költségeit, Mike megalázó dolgokat csinál pénzért az interneten. Amikor ez kiderül, és közvetetten emiatt elveszíti az állását, megtagadják tőlük a fizetési haladék iránti kérelmet, sőt közlik, hogy ha gyereket akarnak vállalni, az plusz pénzbe fog kerülni. Egy évvel később Amandát, saját kérésére, megfojtja Mike egy párnával, miközben újra reklámokat ismételget öntudatlanul. |     |                                                             |                            |                                                               |                                     |
| 29. | 2.  | Bête Noire (Bête Noire)                                     | Toby Haynes                | Charlie Brooker                                               | 2025. április 10. 2025. április 10. |
| Maria egy csokoládégyár kutatási és fejlesztési osztályán dolgozik. Egy nap az egyik fókuszcsoportjába bekerül Verity, régi iskolatársa is, ezt követően pedig azt tapasztalja, hogy bizonyos dolgok másként vannak az életében, mint amikre emlékezett. Ez egy idő után a munkájára is kihat, és úgy véli, hogy Verity ezért a felelős. A nő ugyanis az iskolában visszahúzódó volt, akit a többi lány folyamatosan szekált és még egy durva pletykát is elterjesztettek róla. Miután Maria azzal szembesül, hogy a valóság úgy változik meg, ahogy Verity előadja, pedig tudja jól, hogy az nem úgy van, rátámad, ami miatt kirúgják. Maria később betör Verityhez, és felfedezi, hogy épített egy kvantumszámítógépet, amely egy medálszerű szerkezet segítségével képes meghajlítani a valóságot, ahogy ő akarja, és mindezt bosszúból teszi, hogy öngyilkosságba hajszolja. Maria végül megöli Verityt, megszerzi a medált, és a valóságot úgy hajlítja, hogy ő lehessen az Univerzum császárnője. |     |                                                             |                            |                                                               |                                     |
| 30. | 3.  | Hotel Reverie (Hotel Reverie)                               | Haolu Wang                 | Charlie Brooker                                               | 2025. április 10. 2025. április 10. |
| A hollywoodi sztárt, Brandy Fridayt felkérik, hogy játsszon egy 1940-es évekbeli sikerfilm, a Hotel Reverie remake-jében. Egy feltétele van: ő akarja játszani a főszerepet, amelyet akkor egy fehér férfi alakított, ő pedig egy fekete nő. A forgatás nem hagyományos módon zajlik, hanem úgy, hogy a stáb megalkotta a film virtuális valóságát, ahol minden egyes szereplő komputergenerált és az AI irányítja őket. Brandy bekerül ebbe a világba és úgy kell benne szerepelnie, mint egy színdarabban. A forgatásba azonban apró hibák csúsznak, ami miatt egyrészt megváltozik a forgatókönyv, másrészt Brandy elveszti a kapcsolatát a külvilággal. A film világában hónapok telnek el, míg történik valami és addig szerelembe esik a főszereplő Clarával. Őt a filmben Dorothy Chambers alakította, aki fiatalon öngyilkos lett, mert nem vállalhatta fel másságát. Sajnos amint visszaáll a kapcsolat a filmes stábbal, ezek az érzelmes hónapok meg nem történtté válnak Clara számára. A filmet leforgatják, egy érzelmes befejezéssel, egy stábtag pedig Brandynek ajándékozza Dorothy Chambers AI-változatát, hogy telefonon beszélgetni tudjon vele. |     |                                                             |                            |                                                               |                                     |
| 31. | 4.  | Játékszer (Plaything)                                       | David Slade                | Charlie Brooker                                               | 2025. április 10. 2025. április 10. |
| Cameron Walker, a PC Zone című játéklap egykori újságírója letartóztatásba kerül, mert megölt egy embert, akinek a maradványait egy bőröndben találták meg. Azt akarják, hogy mondja meg, ki volt az, de ő ehelyett elkezdi mesélni a múltját, hogy mi vezetett idáig. 1994-ben a különc programozó, Colin Ritman bemutatott neki egy programot, amely nem volt a szó szoros éertelmében vett játék, hanem sokkal inkább digitális életformák keltetője. LSD hatása alatt Cameron kommunikálni tud a lényekkel és továbbfejleszti a számítógépét, hogy ez kölcsönös lehessen. Drogdílere, Lump, szórakozásból megöl többet ezekből a lényekből, mire Cameron bedühödik és agyonveri a férfit, a holttestét pedig feldarabolva egy bőröndbe rejti. Az évek során Cameron csúcsra fejlesztette a számítógépét, hogy elősegítse a lények fejlődését, sőt egy csatlakozót épített a saját fejébe, hogy szimbiózisban létezhessen velük. A kihallgatás során ahelyett, hogy felfedné, ki volt az áldozat, egy kódot rajzol, amit bemutat az őket megfigyelő kamerának. A lények így hozzá tudnak férni a központi kormányzati szerverekhez, és a vészhelyzeti kommunikációs csatornákon egy olyan fülsértő jelet sugároznak, amely átprogramozza az emberek agyát, hogy kiölje belőlük az erőszakot és forradalmasítsa az emberi életet.  |     |                                                             |                            |                                                               |                                     |
| 32. | 5.  | Eulogy (Eulogy)                                             | Chris Barrett, Luke Taylor | Charlie Brooker, Ella Road                                    | 2025. április 10. 2025. április 10. |
| Phillipet felkeresi az Eulogy nevű szolgáltatás, hogy a nemrég elhunyt exbarátnője, Carol megemlékezéséhez szolgáltasson emlékeket fényképek alapján. Eleinte hezitál és csak olyan képeket mutat be, amelyeken a nő arca nem látszik (és amelyre ő maga sem emlékszik). A Kalauz segítségével megelevenednek a képek és át tudja élni, hogy a konkrét pillanatban mi történt. Phillip később hoz még több képet, de ezeken Carol arca vagy ki van satírozva vagy ki van vágva - a férfi megkeseredett a szakításuk miatt, amin évtizedes viszonylatban nem tudta magát túltenni. Kiderül, hogy a pár kapcsolata feszült volt, és amikor Phillip egyszer félrelépett, bosszúból Carol is ezt tette, amitől teherbe esett, és ezért visszautasította a férfi lánykérését. A Kalauz felfedi, hogy ő Carol gyermekének a digitális kivetülése. Phillip egy régi eldobható kamerán talál egy utolsó fényképet, amiről kiderül, hogy Carol hagyott neki egy üzenetet, amelyben az újrakezdés iránti vágyát írta meg, csak ezt Phillip sohasem olvasta. A történtek hatására elérzékenyülő Phillip végre képes lesz visszaemlékezni Carol arcára, és a temetésen is részt vesz. |     |                                                             |                            |                                                               |                                     |
| 33. | 6.  | USS Callister: Into Infinity (USS Callister: Into Infinity) | Toby Haynes                | Charlie Brooker, Bisha K. Ali, William Bridges, Bekka Bowling | 2025. április 10. 2025. április 10. |
| A USS Callister űrhajó legénysége, akik a többi játékossal ellentétben valódi emberek digitális másolatai, kalóznak állnak az Infinity nevű MMORPG-ben, hogy előteremtsék a túléléshez szükséges krediteket. Miközben azt tervezik, hogy kijutnak innen egy virtuális szerverre, ahol nem vadászik rájuk mindenki, egy újságíró elkezdi feszegetni az ügyet - a digitális klónozás ugyanis illegális. Nanette és a cég igazgatója, James Walton bejutnak a játékba, hogy úrrá legyenek a problémán, James azonban ezt úgy akarja megoldani, hogy megöli mindegyiküket. Az ő klónja, Walt is életben van, és ő az, aki el tudja őket vezetni a kiúthoz: az Infinity szívéhez. A programot Robert Daly digitális klónja tartja életben, aki választást kínál Nanette klónjának: egyesíti a jelenleg kómában lévő valódi énjével, vagy átmásolja őt és a legénységet is egy privát szervere, ahol biztonságban lehetnek. Nanette másolás helyett kivágást akar, ami felbőszíti Robertet, ezalatt James visszajut a játékba, és bosszúszomjas játékosokat uszít a USS Callisterre. Nanette megöli Robert klónját, ami beindítja az önmegsemmisítő mechanizmust, de még idejében sikerül kimenekülniük. Egyesül a saját testével, a legénység többi tagja pedig a tudatában él tovább. Az Infinity törlődik, Jamest pedig letartóztatják. |     |                                                             |                            |                                                               |                                     |